# Notholaena meridionalis
Notholaena meridionalis är en kantbräkenväxtart som beskrevs av John T. Mickel. Notholaena meridionalis ingår i släktet Notholaena och familjen Pteridaceae. Inga underarter finns listade.